# Condado de Howell
O Condado de Howell é um dos 114 condados do estado americano de Missouri. A sede do condado é West Plains, e sua maior cidade é West Plains. O condado possui uma área de 2 404 km² (dos quais 2 km² estão cobertos por água), uma população de 37,238 habitantes, e uma densidade populacional de 16 hab/km² (segundo o censo nacional de 2000). O condado foi fundado em 1857.